# Natalja Sergejewna Antonowa
Natalja Sergejewna Antonowa (russisch Наталья Сергеевна Антонова, englisch Natalia Antonova; * 24. Mai 1995) ist eine russische Bahnradsportlerin, die Rennen in den Kurzzeitdisziplinen bestreitet.

## Sportlicher Werdegang
2020 wurde Natalja Antonowa gemeinsam mit Anastassija Woinowa, Darja Schmeljowa und Jekaterina Rogowaja Europameisterin im Teamsprint. Im Jahr darauf gewann sie mit Jana Tyschtschenko und Woinowa beim Lauf des Nations’ Cup in Sankt Petersburg den Teamsprint. Bei den Europameisterschaften in Grenchen belegte die russische Teamsprint-Mannschaft mit Antonowa Platz drei, und bei den Weltmeisterschaften Platz zwei.

## Erfolge
2020
- Europameisterin – Teamsprint (mit Anastassija Woinowa, Darja Schmeljowa und Ekaterina Rogowaja)

2021
- Nations’ Cup in Sankt Petersburg – Teamsprint (mit Jana Tyschtschenko und Anastassija Woinowa)
- Europameisterschaft – Teamsprint (mit Darja Schmeljowa, Jana Tyschtschenko und Anastassija Woinowa)
- Weltmeisterschaft – Teamsprint (mit Darja Schmeljowa, Jana Tyschtschenko und Anastassija Woinowa)